# شهرت یک اسلحه است
«شهرت یک اسلحه است» (به انگلیسی: Fame Is a Gun) ترانه‌ای از خوانندهٔ آمریکایی ادیسون ری می‌باشد که در ۳۰ مهٔ سال ۲۰۲۵ از سوی کلمبیا رکوردز به‌عنوان پنجمین تک‌آهنگ از ادیسون (۲۰۲۵) منتشر گردید.

## پس‌زمینه
«شهرت یک اسلحه است» پنجمین تک‌آهنگ نخستین آلبوم استودیویی ری تحت عنوان ادیسون می‌باشد. پیش از انتشار آلبوم که برای ۶ ژوئن برنامه‌ریزی شده بود، ری چهار تک‌آهنگ منتشر کرد: «پپسی رژیمی»، «آکوامارین»، «های فشن» و «هدفون بذار». این آلبوم دنباله‌ای است بر نخستین ای‌پی (مجموعه کوتاه) او با نام ای‌آر که در اوت سال ۲۰۲۳ منتشر شد. ری طی مصاحبه‌ای با ال آلبوم را درون‌نگر و خوش‌بینانه توصیف کرد و گفت که ترانه‌ها نقش محوری در شکل‌گیری صدای آن داشته‌اند. او همچنین بر روند مشارکتی تولید این اثر تأکید کرد؛ فرایندی که با همکاری تهیه‌کنندگانی چون لوکا کلوسر و الویرا آندرفیارد شکل گرفت. او افزود: «همیشه می‌دانستم که می‌خواهم مشهور باشم، یک ستاره سینما، یک خواننده—در واقع فقط یک اجراکننده باشم. این همیشه خواسته‌ام بود—زرق‌وبرق و دنیای مد.» طرح جلد این ترانه، عکسی از ری است در دوران کودکی که در فضای داخلی با عینک آفتابی ژست گرفته؛ د فیس درباره این تصویر نوشت که «با پیام اصلی تک‌آهنگ هم‌راستا است: اینکه ادیسون همیشه می‌خواسته یک ستاره باشد—و همیشه برای این هدف مصمم بوده است.»